# محمود جبريل
محمود جبريل (28 مايو 1952 - 5 أبريل 2020) سياسي ليبي معارض، كان عضو في المجلس الوطني الانتقالي لإسقاط نظام معمر القذافي منذ 5 مارس 2011، تقلد منصب أمين مجلس التخطيط الوطني ومدير مجلس التطوير الاقتصادي في عهد حكم معمر القذافي، بعد أحداث 2011 أنشأ حزب تحالف القوى الوطنية السياسي.
شغل منصب رئيس وزراء ليبيا وهو حاصل على شهادة دكتوراه في التخطيط الاستراتيجي والعلوم السياسية.

## سيرة ذاتية

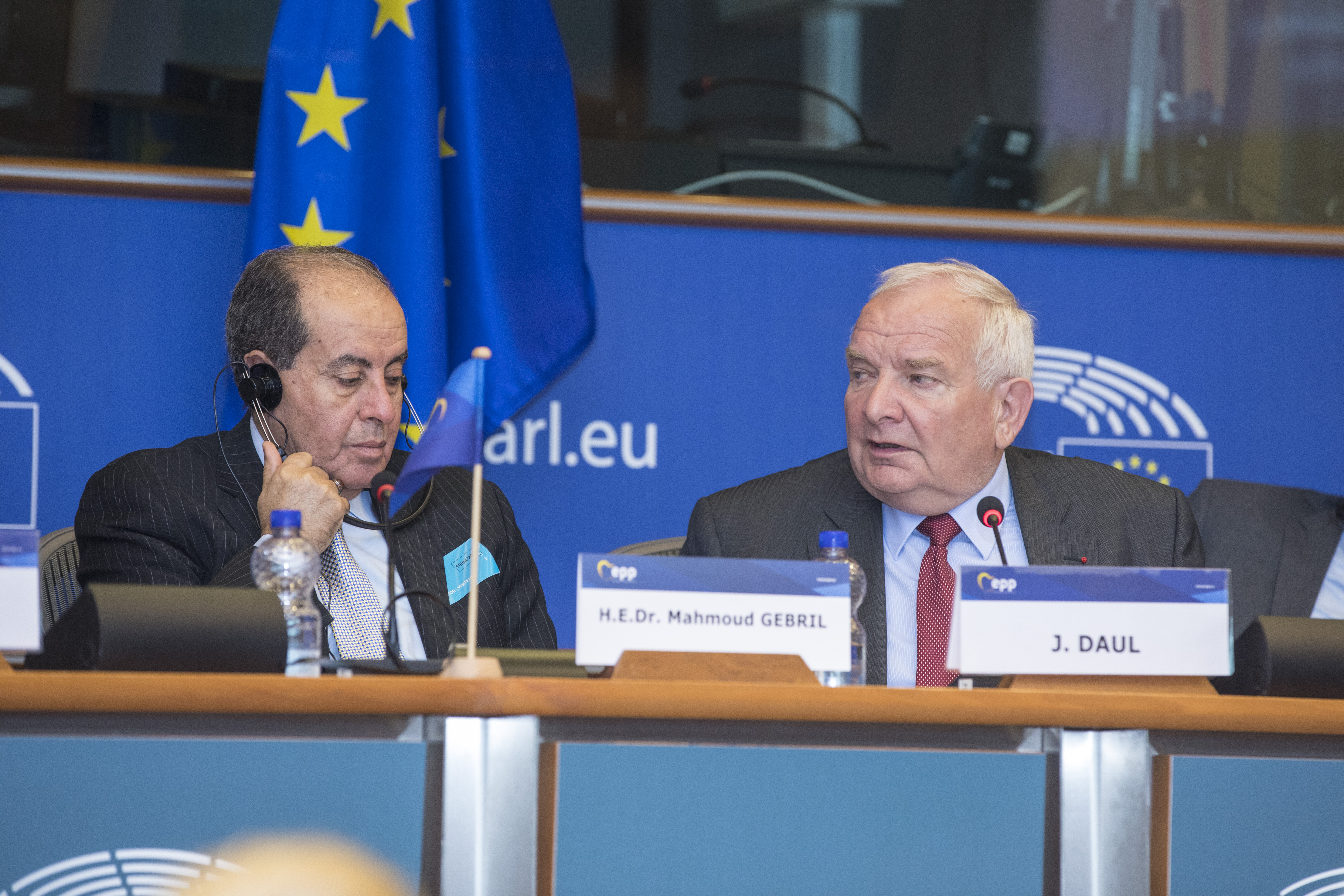
الجمعية السياسية لحزب الشعب الأوروبي، 10 أبريل 2018

ولد في ليبيا عام 1952 حصل على البكالوريوس في الاقتصاد والعلوم السياسية من جامعة القاهرة عام 1975، تزوج من ابنة شعراوي جمعة وزير داخلية مصر الأسبق، حصل على الماجستير في العلوم السياسية من جامعة بتسبيرج بولاية بنسلفانيا في الولايات المتحدة عام 1980، وعلى الدكتوراه في التخطيط الاستراتيجي من نفس الجامعة عام 1984، حيث عمل فيها أستاذا للتخطيط الاستراتيجي عدة سنوات، ثم تولى بعد ذلك تنظيم وإدارة العديد من برامج التدريب لقيادات الإدارة العليا في كثير من الدول العربية والأجنبية منها مصر والسعودية وليبيا والإمارات العربية المتحدة والأردن والمغرب وتونس وتركيا وبريطانيا، يعتبر محمود جبريل من الداعيين للتغيير في ليبيا وإسقاط نظام معمر القذافي واشترط لرجوعه إلى ليبيا زمن النظام الجماهيري مجموعة من الشروط التي تخدم توجهه السياسي ومصالحه الشخصية وقد وافق النظام على بعض هذه الشروط ضمن خطة مصالحة مع المعارضة الليبية في الخارج.
محمود جبريل له دور بارز في أحداث فبراير 2011، حيث انضم إلى المجلس الوطني الانتقالي وساهم تواصله مع حكومات فرنسا وأمريكا والإمارات في إسقاط النظام الجماهيري وقتل العقيد معمر القذافي وبعد الثورة أنشأ حزب تحالف القوى الوطنية اليبرالي الذي لم يحقق نتائج قوية في الانتخابات البرلمانية السابقة.

## وفاته
توفي في الخامس من أبريل 2020 في العاصمة المصرية القاهرة، بعد إصابتهِ بمرض فيروس كورونا، وكان يعاني من مشكلات في القلب.